# Heinrich Albert (homme politique)
Pour les articles homonymes, voir Heinrich Albert et Albert.
Heinrich Albert est un homme politique allemand, né le 12 février 1874 à Magdebourg (province de Saxe) et mort le 1er novembre 1960 à Wiesbaden (RFA).
Il est ministre du Trésor et ministre de la Reconstruction de 1922 à 1923. Il est membre du conseil de surveillance de la Ford Motor Company entre 1937 et 1945.

## Biographie
Heinrich Albert est le deuxième fils du banquier Friedrich Albert.
Il étudie la jurisprudence aux universités de Munich, Leipzig, Iéna (où il adhère au Corps Thuringia Jena) et de Halle. Il devient assesseur en 1901 et ensuite juge supplétif à Magdebourg. Attaché du commissariat du Reich pour l'Exposition universelle de St. Louis en 1904, de Bruxelles en 1908, il est entre 1914 et 1917 geheimrat et attaché commercial de l'Empire allemand à New York et Washington. Il y fréquente Johann Heinrich Graf von Bernstorff et Franz von Papen.
Au début de la Première Guerre mondiale il dirige avec Franz von Papen et Karl Boy-Ed, l'attaché allemand aux questions de marine, l'achat de matériel et d'armes, et également les actions d'espionnage et sabotage envers l'ennemi britannique, sur le territoire américain neutre.
Albert tombe sous les feux de l'actualité en 1915, lorsque sa mallette lui est dérobée le 14 août dans le métro new-yorkais par Karl Burke, agent du Secret Service. Elle contenait des documents livrant la preuve de conspirations menées en 1915 par des diplomates allemands en dépit des lois de neutralité votées par le Congrès américain. Le vol de documents appartenant à un diplomate accrédité étant répréhensible au vu des dispositions internationales sur le statut diplomatique, le gouvernement américain ne peut utiliser ces preuves directement, mais elles sont rapidement publiées par des journaux.
Après l'entrée en guerre des États-Unis en 1917, il retourne en Allemagne. Il est de 1917 à 1918 le mandataire des biens des puissances ennemies sur le sol allemand, bâtiments diplomatiques et biens sous séquestre.
De 1918 à 1919, il préside l'office du Reich à la Valorisation des biens et propriétés de l'armée, et il est promu secrétaire d'État à la tête de la chancellerie en 1919. Il fait partie du cabinet Cuno comme ministre de la Reconstruction, étant en même temps le dernier ministre du Trésor, étant donné que le ministère est alors intégré au ministère du Reich aux Finances. Aux États-Unis, les allusions moqueuses se multiplient, parlant d'Heinrich Albert comme du « ministre sans portefeuille », en référence au vol de sa mallette en 1915. Gustav Stresemann lui propose en 1923 la responsabilité de chancelier, qu'il refuse.
Après 1923 et la fin du cabinet Cuno, il devient avocat d'affaires aux États-Unis. Il conseille ainsi Ford, espérant obtenir par la suite la direction de la filiale européenne de l'entreprise. Il obtient le 18 janvier 1926 le titre de docteur honoris causa de l'université technique de Brunswick.
Le 11 juin 1937, il intègre le conseil de surveillance de la Ford Motor Company.